# Francesco Carlà
Francesco Mario Carlà (San Cesario di Lecce, 12 settembre 1961) è un giornalista e imprenditore italiano, attivo nel campo dell'informatica e successivamente della finanza.

## Biografia

### Origini e formazione
Già nel 1981 inizia a occuparsi di videogiochi: al principio sulla rivista Rockstar - Rock e dintorni, con una rubrica dedicata, per poi continuare e ampliare la sua attività su questo tema.
Si laurea al DAMS all'Università di Bologna nel 1984 con una tesi sui videogiochi.

### L'attività di giornalista
Dal 1983 inizia a collaborare con la Rai, per trasmissioni televisive e radiofoniche e con Mediaset, come esperto di informatica e nuove tecnologie. Per Rai 2 conduce anche il programma Videogames Weekend. Per diversi anni ha scritto rubriche sui videogiochi (tra le quali PlayWorld) sulla rivista MCmicrocomputer.

### La creazione di "Simulmondo"
Nel 1987 ha fondato Simulmondo, la prima software house italiana dedicata ai videogiochi, che ha diretto sino alla prima metà degli anni novanta. Durante la sua direzione l'azienda ha realizzato diversi giochi per computer soprattutto di genere sportivo; dal 1993, in accordo con la Sergio Bonelli Editore, ha prodotto due serie di avventure grafiche in 2D su Dylan Dog e Tex distribuite in edicola, che ebbero un ottimo riscontro di pubblico e che diedero il via negli anni successivi alla produzione di titoli simili con altri protagonisti, sia su licenza (Diabolik, Uomo Ragno), sia originali (Simulman). Per RAI1, nei primi anni '90, produce i videogiochi on line e tv del programma Solletico. Dopo il declino della Simulmondo a metà anni '90 e la sua chiusura nel 1999, Carlà lascia il settore videogiochi. 

### Il giornalismo finanziario
Dal 1995 inizia a interessarsi di finanza online e, approfittando dell'avvicinamento di persone al fenomeno borsa dovuto alla crescente diffusione di internet, crea una newsletter finanziaria gratuita via email. In questa newsletter Carlà conduce analisi sintetiche dello stato dell'economia finanziaria e delle imprese quotate in borsa, ottenendo un numeroso seguito.
Nel 1999, sfruttando il successo della newsletter, fonda il sito Finanza World, dedicato a informazione e educazione finanziaria, in seguito riconosciuto dal Sole 24 Ore come di importanza primaria nel suo genere a livello nazionale. L'anno successivo pubblica il libro Trading online - La guida. Ha inoltre pubblicato Simulmondo - Vivere Internet nel 2001, Trading online - Seconda edizione nel 2003 e Italia-Google nel 2006. Come esperto del settore negli anni ha pubblicato articoli su diversi periodici generalisti tra cui Panorama e L'Espresso. Per tre anni è stato tra gli autori e il conduttore di Netstocks, sul canale satellitare RaiNews24, rubrica televisiva dedicata alla New Economy. Ha curato la rubrica Soldi e felicità per l'edizione italiana di Vanity Fair.

### Le attività accademiche
È stato docente di Teorie e tecniche dei nuovi media e Comunicazione finanziaria presso l'Università IULM fino al 2008 e dal 1996 al 2002 è stato docente di Sistemi e tecnologie della comunicazione dell'università Sapienza a Roma.

## Pubblicazioni
- Space Invaders. La vera storia dei videogames, Interaction libri, 1993
  - Space Invaders. La vera storia dei videogames, seconda edizione, Castelvecchi Edizioni, 1996
- Trading online. La guida. I principi della finanza democratica. Dal Nasdaq al nuovo mercato, Apogeo, 2000
- (con Luca De Biase) Investire con Internet, Classeditori, 2000
- Simulmondo - La rivoluzione simulata, dai videogiochi alla finanza democratica - Vivere Internet, Apogeo, 2001
- Trading online, Apogeo, 2003
- Italia-Google. Alla ricerca dell'innovazione digitale, Edizioni FAG, 2006
- La finanza democratica. La guida completa per diventare investitori intelligenti, Edizioni Sonda, 2009
- Soldi & felicità. Questo libro vale 20 milioni di euro, Cooper, 2009.